# Greccy posłowie do Parlamentu Europejskiego 2014–2019
Greccy posłowie VIII kadencji do Parlamentu Europejskiego zostali wybrani w wyborach przeprowadzonych 25 maja 2014.

## Lista posłów
Wybrani z listy Syrizy
- Konstandinos Chrisogonos
- Nikolaos Chundis, poseł do PE od 20 lipca 2015
- Stelios Kuloglu, poseł do PE od 27 stycznia 2015
- Konstandina Kunewa
- Dimitrios Papadimulis
- Sofia Sakorafa

Wybrani z listy Nowej Demokracji
- Manolis Kiefalojanis
- Jorgos Kirtsos
- Maria Spiraki
- Eliza Wozemberg
- Teodoros Zagorakis

Wybrani z listy Złotego Świtu
- Jeorjos Epitidios
- Lambros Fundulis
- Elefterios Sinadinos

Wybrani z listy Drzewa Oliwnego (PASOK)
- Nikos Andrulakis
- Ewa Kaili

Wybrani z listy To Potami
- Jorgos Gramatikakis
- Miltos Kirkos

Wybrani z listy Komunistycznej Partii Grecji
- Kostas Papadakis
- Sotirios Zarianopulos

Wybrany z listy Niezależnych Greków
- Notis Marias

Byli posłowie VIII kadencji do PE
- Jeorjos Katrungalos (z listy Syrizy), do 26 stycznia 2015
- Manolis Glezos (z listy Syrizy), do 8 lipca 2015